# Сульфид полония
Сульфи́д поло́ния — неорганическое соединение, соль полония и сероводородной кислоты,
химическая формула {\displaystyle {\ce {PoS}}}, чёрные кристаллы, не растворяется в воде.

## Получение
Пропусканием сероводорода через кислый раствор соли полония(II).
{\displaystyle {\ce {PoCl2 + H2S -> PoS v + 2 HCl}}}.

## Физические свойства
Сульфид полония образует чёрные кристаллы.
Не растворяется в воде, р ПР = 28,26,
и этаноле.

## Химические свойства
Разлагается при нагревании:
{\displaystyle {\ce {PoS->[500~^{\circ }{\text{C}}]Po{}+S}}}.
Реагирует с концентрированными кислотами:
{\displaystyle {\ce {PoS + 2 HCl -> PoCl2 + H2S ^}}}.

## Применение
Используется при выделении и очистке полония.